# Stilbula quinqueguttata
Stilbula quinqueguttata är en stekelart som först beskrevs av Girault 1915.  Stilbula quinqueguttata ingår i släktet Stilbula och familjen Eucharitidae. Inga underarter finns listade i Catalogue of Life.